# Eixo Monumental
Eixo Monumental je glavna i središnja avenija u brazilskom glavnom gradu Brasiliji. Avenija počinje od zgrade Brazilskog nacionalnog kongresa. Mnoge važne vladine zgrade, ministarstva i spomenici se nalaze uz ovu aveniju.
Sastoji se od dvije fizički odvojene kolničke trake sa šest prometnih traka u svakom smjeru.